# Ivan Uvizl
Ivan Uvizl (ur. 16 sierpnia 1958 w Šternberku) – czechosłowacki lekkoatleta specjalizujący się w biegach długodystansowych.

## Sukcesy sportowe
- dwukrotny mistrz Czechosłowacji w biegu na 5000 metrów – 1979, 1982[1]
- halowy mistrz Czechosłowacji w biegu na 3000 metrów – 1985[2]

| Rok  | Miasto    | Zawody                   | Konkurencja    | Wynik         |
| ---- | --------- | ------------------------ | -------------- | ------------- |
| 1985 | Paryż     | Światowe igrzyska halowe | bieg na 3000 m | brązowy medal |
| 1986 | Stuttgart | Mistrzostwa Europy       | bieg na 5000 m | 9. miejsce    |

## Rekordy życiowe
- bieg na 2000 metrów – 5:10,6 – Praga 03/07/1985
- bieg na 3000 metrów (stadion) – 7:52,1 – Südstadt 17/07/1980
- bieg na 3000 metrów (hala) – 7:51,53 – Praga 30/01/1985
- bieg na 5000 metrów – 13:31,92 – Stuttgart 28/08/1986 (były rekord kraju)[3]
- bieg na 10 000 metrów – 28:04,4 – Praga 06/08/1986